# Nhơn Hòa Lập
Nhơn Hòa Lập là một xã thuộc tỉnh Tây Ninh, Việt Nam.

## Địa lý
Xã Nhơn Hòa Lập có vị trí địa lý:
- Phía đông giáp xã Tân Thạnh.
- Phía tây giáp xã Hậu Thạnh.
- Phía nam giáp xã Nhơn Ninh.
- Phía bắc giáp xã Mộc Hóa.

Xã Nhơn Hòa Lập có diện tích tự nhiên 109,77 km², quy mô dân số năm 2025 là 19.949 người.

## Lịch sử

### Năm 2025
- Ngày 12 tháng 6 năm 2025, Quốc hội khóa XV ban hành Nghị quyết số 202/2025/QH15 về việc sắp xếp đơn vị hành chính cấp tỉnh[4]. Theo đó, sắp xếp toàn bộ diện tích tự nhiên, quy mô dân số của tỉnh Long An và tỉnh Tây Ninh thành tỉnh mới có tên gọi là tỉnh Tây Ninh.

- Ngày 16 tháng 6 năm 2025, Ủy ban Thường vụ Quốc hội khóa XV ban hành Nghị quyết số 1682/NQ-UBTVQH15 về việc sắp xếp các đơn vị hành chính cấp xã của tỉnh Tây Ninh năm 2025[5]. Theo đó, sắp xếp toàn bộ diện tích tự nhiên, quy mô dân số của các xã Tân Lập (huyện Tân Thạnh), Nhơn Hòa và Nhơn Hòa Lập thành xã mới có tên gọi là xã Nhơn Hòa Lập.

## Hành chính
Xã Vĩnh Thạnh được chia thành 5 ấp: Cái Môn, Cái Tràm, Cả Bát, Gò Thuyền, Rượng Lưới.